# Mikkel Strøh Kiil
Mikkel Strøh Kiil (født 24. februar 1978 i København) er en tidligere dansk ungdomspolitiker som var landsformand for Konservativ Ungdom fra 2001 til 2002. 
Han var endvidere formand for Konservativ Ungdom i København igennem en årrække, og bestred en række tillidsposter i KU. 
Kiil blev i 2004 kandidat i økonomi fra Københavns Universitet og senere ansat hos konsulentfirmaet McKinsey and Company. I dag arbejder han som leder i Dong Energy. 